# Evelyn Gleeson
Pour les articles homonymes, voir Gleeson (homonymie).
Evelyn Gleeson (15 mai 1855 - 20 février 1944) est une créatrice anglaise de broderie, de tapis et de tapisserie qui, avec Elizabeth et Lily Yeats, a créé Dun Emer Press.

## Petite enfance et éducation
Evelyn Gleeson naît à Knutsford, Cheshire, le 15 mai 1855. Elle est la fille d'un médecin irlandais, Edward Moloney Gleeson. Sa mère est Harriet (née Simpson), de Bolton dans le Lancashire. Edward a un cabinet médical à Knutsford, et pendant sa visite en Irlande, il est frappé par le chômage et la pauvreté, à tel point qu'il fonde l'Athlone Woollen Mills en 1859 sur recommandation de son beau-frère, un fabricant de textile du Lancashire.
Alors que la famille Gleeson déménage à Athlone en Irlande en 1863, Evelyn fréquente une école en Angleterre où elle suit une formation d'enseignante puis étudie le portrait à Londres à l'Atelier Ludovici de 1890 à 1892. Elle étudie ensuite le design sous la direction d'Alexander Millar, membre du mouvement Arts and Crafts et disciple de William Morris. Il est frappé par son aptitude à mélanger les couleurs, et à ce moment un certain nombre de ses créations sont achetées par Templeton Carpets de Glasgow où Millar est directeur artistique.

## Irlande et création de Dun Emer
Gleeson s'intéresse aux affaires irlandaises, via son appartenance à la Gaelic League et à l'Irish Literary Society, et elle connait la famille Yeats ainsi que d'autres membres du cercle artistique irlandais à Londres. Elle s'inspire du renouveau irlandais romantique de l'art et de la littérature. Elle est membre du mouvement suffragiste et est présidente du club de femmes de Londres, le Pioneer Club. En 1900, l'occasion se présente de contribuer au renouveau irlandais et au suffrage pour les femmes irlandaises. Sur les conseils de son amie Augustine Henry, Gleeson part en Irlande et s'éloigne du smog de Londres pour améliorer sa santé. Elle lui offre les finances nécessaires pour créer son propre centre d'artisanat sous la forme d'un prêt de 500 £. Elle discute de ces plans avec les sœurs Elizabeth et Lily Yeats, qui, bien qu'elles soient de talentueuses artisanes avec un réseau de contacts influents, ne peuvent pas contribuer à l'aventure. Gleeson consulte également WB Yeats, Jack Butler Yeats et son cousin TP Gill.
À l'été 1902, Gleeson trouve un lieu approprié à Dundrum à Dublin. Le bâtiment s'appelle Runnymede et est rebaptisée Dun Emer en l'honneur de l'épouse de Cú Chulainn, Emer, qui avait des compétences artisanales légendaires. Une presse à imprimer est installée en novembre 1902, et trois industries artisanales sont rapidement établies. Lily dirige la section de broderie qu'elle avait étudiée avec May Morris. Elizabeth dirige la section de l'impression, s'appuyant sur son expérience avec la Women's Printing Society de Londres. Gleeson se charge du tissage et de la tapisserie et a géré les finances globales du studio. WB Yeats est le conseiller littéraire du groupe, ce qui a parfois causé des frictions.

## Carrière et Dun Emer

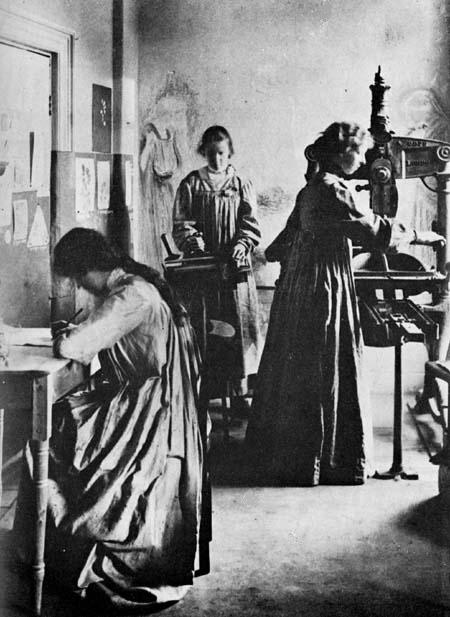
Dun Emer Press, vers 1903.

Le studio emploie et forme des filles locales en mettant l'accent sur l'utilisation de matériaux irlandais de haute qualité pour créer des objets de luxe, durables et conçus de façon originale,. Leur manifeste de 1903 déclare : « Dans la mesure du possible, tout est irlandais... Les dessins sont également dans l'esprit et la tradition du pays. » L'atelier compte 30 femmes employées en 1905. Une grande partie de leurs commandes viennent de l'Église catholique. La cathédrale Saint-Brendan  de Loughrea commande 24 bannières brodées représentant des saints irlandais de 1902 à 1903. D'autres objets créés, y compris des vêtements, des robes, des rideaux et des coussins, mettent en vedette des éléments de conception celtique. Le premier livre publié par le groupe en 1903 est In the seven woods de WB Yeats ; la couverture est en lin irlandais.
Elle agit souvent comme juge lors de divers concours d'artisanat en Irlande. Au Feis na nGleann de 1904, elle fait l'éloge du travail des candidats, mais remarque le manque d'enseignement du design. À ce sujet, elle donne des conférences et tente d'élever le statut de l'artisanat, depuis l'artisanat domestique jusqu'à l'industrie à plus grande échelle. Les tensions commencent à monter avec les sœurs Yeats qui se plaignent de son mauvais caractère et de son arrogance. Cela peut être le résultat du fardeau financier de Dun Emer et l'impatience de rembourser le prêt à Augustine Henry. Ces tensions conduisent les sœurs Yeats à la snober et à ne pas la mentionner dans une interview pour le magazine House Beautiful sur Dun Emer. L'enseignant de Gleeson, Millar, remarque que cette omission s'apparente à « Hamlet sans le prince ». Finalement, Dun Emer est scindé en 1904 en deux entités : Dun Emer Guild Ltd pour Gleeson et Dun Emer Industries Ltd pour les Yeats.
Les deux groupes continuent à travailler, exposant séparément à la Royal Dublin Society et à d'autres concours d'artisanat. Le Musée national d'Irlande commande une copie d'une tapisserie flamande en 1907, la tapisserie résultante est exposée à la Arts and Crafts Society en 1910. En 1906, la Guilde remporte une médaille d'argent à l'Exposition internationale de Milan. À la fin des années 1900, la coopération entre les groupes se transforme en rivalité, entraînant le départ des sœurs Yeats, emmenant leur imprimerie avec elles à Churchtown à Dublin. Gleeson annule la dette des sœurs de 185 £ à condition qu'elles ne puissent pas utiliser le nom Dun Emer. Elles s'établissent sous le nom de Cuala Industries, qui est composé d'un atelier de broderie et de Cuala Press.

## Fin de vie
Dun Emer continue à prospérer, Gleeson travaillant sur des dessins avec sa nièce Katherine MacCormack et la nièce d'Augustine Henry May Kerley. En 1910, elle devient l'un des membres fondateurs de la Guild of Irish Art Workers, devenant un maître en 1917. Les ateliers déménagent finalement de Dundrum à Hardwicke Street, Dublin en 1912. Les tapis, tapisseries et broderies de Gleeson s'inspirent de l'entrelacement paléochrétien et de la conception zoomorphe, le patronage de l'Église restant leur principale source de revenus. Gleeson emploie également le relieur Norah Fitzpatrick et Máire Nic Shiubhlaigh. Sa sœur devenue veuve, Constance MacCormack vit avec elle à Dun Emer, avec ses enfants Grace, Katherine (Kitty) et Edward. Le ménage est géré par Constance. Grace et Kitty travaillent avec leur tante dès leur plus jeune âge.
Parmi les œuvres notables de Gleeson figurent la bannière de 1919 de l'Union des travailleuses irlandaises et le tapis présenté au pape Pie XI en 1932, l'année du Congrès eucharistique. Kitty travaille avec sa tante sur d'autres commandes Dun Emer, telles que les tapisseries de 1917 pour la chapelle Honan à Cork et les vêtements en or pour l'église St Patrick, San Francisco en 1923.
Evelyn Gleeson meurt le 20 février 1944, à Dun Emer. Kitty continue la guilde après sa mort. Le dernier emplacement de Dun Emer est une boutique sur Harcourt Street à Dublin, qui ferme finalement ses portes en 1964.